# Georg Erhard Hamberger
Georg Erhard Hamberger, né le 21 décembre 1697 à Iéna où il est mort le 22 juillet 1755, est un médecin, physicien et botaniste allemand. 

## Biographie
Fils du mathématicien Georg Albrecht Hamberger (de), il est élève en anatomie de Johann Adrian Slevogt (de) dont il suit secrètement les cours. À la mort de son père en 1716, il décide de se consacrer entièrement à la médecine.
Élève de Johann Adolph Wedel (de), il obtient une maîtrise de philosophie en 1717 et est diplômé docteur en médecine en 1721 de l'université d'Iéna. 
Il officie dès 1724 dans le district de Weimar et devient en 1726 professeur de mathématiques et de physique à Iéna. Il est élu à l'Académie Léopoldine le 18 mai 1731. En 1744, il devint professeur titulaire de botanique, d'anatomie et de chirurgie et en 1748, professeur de chimie et de médecine pratique,.
Dans De respirationis mechanismo, il étudie le phénomène de la respiration de manière totalement mécanique, ce qui lui attire une polémique avec Albrecht von Haller.

## Œuvres
- Elementa physices, Iéna, 1727 et 1761
- De respirationis mechanismo, 1727 et 1747
- Physiologia medica, 1754
- Elementa physiologiæ medicæ, 1757
- Metfiodus medendi morbos, 1763